# Triadelphia romanica
Triadelphia romanica är en svampart som beskrevs av Constant. & Samson 1982. Triadelphia romanica ingår i släktet Triadelphia, divisionen sporsäcksvampar och riket svampar.   Inga underarter finns listade i Catalogue of Life.